# Cosmosoma juanita
Cosmosoma juanita là một loài bướm đêm thuộc phân họ Arctiinae, họ Erebidae.